# Where You Go I Go Too
Where You Go I Go Too – pierwszy album studyjny norweskiego producenta elektronicznego, Hansa-Petera Lindstrøma. Został wydany 20 sierpnia 2008 roku przez Smalltown Supersound. Płyta zawiera trzy długie (ok. 30, 10 i 15 minut) utwory, ponieważ twórca nie chciał tworzyć krótkich remiksów, które krępowały jego wyobraźnię. 

## Recenzje
Album otrzymał pozytywne recenzje i zdobył 82 punkty na 100 możliwych na Metacritic. Krytycy zauważyli jego psychodeliczny i jednocześnie taneczny charakter i porównywali go do podróży. Pitchfork Media umieścił ją na 12. miejscu najlepszych płyt 2008 roku.

## Lista utworów
Wszystkie utwory napisane przez Hansa-Petera Lindstrøma, wyjątki w nawiasach.
Oryginalny album
1. "Where You Go I Go Too" – 28:58
2. "Grand Ideas" – 10:10
3. "The Long Way Home" – 15:58

Bonusowy utór na iTunes
1. "Grand Ideas (Johan Agebjörn Remix)" - 6:49

Edycja specjalna
1. "Where You Go I Go Too" – 28:58
2. "Grand Ideas" – 10:10
3. "The Long Way Home" – 15:58
4. "Where You Go I Go Too Pt. 1 (Prins Thomas Edit)" - 13:05
5. "Where You Go I Go Too Pt. 2 (Prins Thomas Edit)" - 8:37
6. "Grand Ideas (Prins Thomas Radio Edit)" - 5:14
7. "The Long Way Home (Prins Thomas Edit)" - 12:32

## Personel
- Hans-Peter Lindstrøm – twórca i wykonawca, miksowanie
- Knut Sævik - miksowanie
- Chris Sansom - mastering
- Kim Hiorthøy - fotografia

## Notowania
- Norwegia: 11[8]